# JR東海の車両形式
JR東海の車両形式（ジェイアールとうかいのしゃりょうけいしき）は東海旅客鉄道（JR東海）に在籍する、あるいは在籍した鉄道車両の一覧である。

## 概要・特徴
JR東海は延命によるリニューアルをせず、新製から30年前後で新型車両に更新する方針を取っている。そのためJR旅客会社6社の中で最も早く国鉄から継承した車両が淘汰され、2022年3月に1986年製造の211系0番台（8両）が運用離脱したことで、運用中の鉄道車両は全て民営化後に製造された車両となった。これによりJR旅客鉄道会社6社では初めて保有電車の100%省エネルギー化を達成した。またこのような事情から、引退済中古車両の需要が高く、これまで多数の形式が中小私鉄、もしくは海外に譲渡された。
また、事業用車を含めた動力分散化を進めた結果、JR旅客会社6社の中で唯一機関車・客車・貨車のいずれも保有していない。エリア内を日本貨物鉄道（JR貨物）の貨物列車が走行するため機関車牽引列車が全くなくなったわけではないが、機関車牽引の旅客列車は2009年3月以降他社からの乗り入れも含めて運行されていない。
車両の標準化・共通化にも積極的であり、新幹線車両はN700系にほぼ統一され、在来線車両（普通・快速用）は車体構造を共通化したオールステンレス車両の313系電車・キハ25形気動車の増備を進めた。
また、JR旅客6社では唯一、キハ20系、キハ45系を国鉄から継承していない。
気動車については、国鉄時代の旧式エンジンから脱却し、発足後に開発した車両には米国カミンズ製Nシリーズエンジン（JRにおける型式はDMF14系エンジン）を採用したほか、国鉄から承継した在来形式気動車も同形式エンジンに換装して、カミンズNシリーズエンジンへの標準化を達成した。なお、エンジン製造元のカミンズ社では、Nシリーズは環境規制適合困難のため2000年代に後継形式のXシリーズに置き換えられたが、JR東海はNシリーズの調達を続けている（カミンズ社も調達に応じてはいる）。
ジョイフルトレインや観光列車のような特殊車両の保有には消極的であり、2013年の「トレイン117」の廃車および翌2014年の371系の廃車を最後にこうした車両は姿を消している。旅客鉄道6社の中では四国旅客鉄道（JR四国）とともに、動態保存用の蒸気機関車も所有実績がない。
JR他社では会社発足以降登場した新型電車のほとんどは電子音の警笛が搭載されているが、JR東海の在来線では社内規定の関係上、西日本旅客鉄道（JR西日本）と共同開発した285系電車を除いて空気笛の警笛のみを使用している。
車両前面、側面の行先表示は、他社がLEDの装置を採用する中で方向幕を採用し続けてきたが、N700系・313系3次車以降に製造された車両はフルカラーLEDの行先表示を搭載するようになった。車内案内表示装置も、他社が液晶ディスプレイへの移行を進める中でN700Sの登場までは長らくLED表示器を採用してきたが、315系においては在来線の車両で初めて、液晶ディスプレイが設置された。
2008年に日本車輌製造を連結子会社化して以降、ステンレス車両の新造は同社で行われており、保有する車両のほぼ全形式で製造を担当している。制御装置は383系以降の車両ではいずれも東芝製のVVVF装置を採用している。かつては日本車輌製造に日立製作所・川崎重工業・近畿車輛・東急車輛製造を加えた5社に発注していたが、日立製作所は1999年頃からステンレス車製造を取り止めて2003年頃にアルミ車のみの製造へ移行した関係で新幹線車両のみ発注を継続しており、その他の3社については東急車輛製造へは1999年度、近畿車輛へは2006年度、川崎重工業へは2009年度を最後として発注を終了した。なお、超電導リニア車両（L0系）は日本車輌製造と三菱重工業で製造していたが、2017年度に三菱重工業が超電導リニア車両の製造から撤退したため、2018年度以降は日本車輌製造と日立製作所での製造に変更された。

## 新幹線車両
| 形式   | 営業最高速度 | 営業最高速度 | …                      | 1980年代               | 1980年代                 | 1980年代                 | 1990年代                 | 1990年代                 | 1990年代                 | 2000年代                 | 2000年代                 | 2000年代                 | 2010年代                 | 2010年代                 | 2020年代            | 備考               |
| 形式   | 東海道       | 山陽         | …                      | 1980年代               | 1980年代                 | 1980年代                 | 1990年代                 | 1990年代                 | 1990年代                 | 2000年代                 | 2000年代                 | 2000年代                 | 2010年代                 | 2010年代                 | 2020年代            | 備考               |
| 0系    | 210 km/h*    | 210 km/h*    | 0系（1964年 - 1999年） | 0系（1964年 - 1999年） | 0系（1964年 - 1999年）   | 0系（1964年 - 1999年）   | 0系（1964年 - 1999年）   | 0系（1964年 - 1999年）   |                          |                          |                          |                          |                          |                          |                     | *のちに220km/h     |
| 100系  | 220 km/h*    | 220 km/h*    |                        |                        | 100系（1985年 - 2003年） | 100系（1985年 - 2003年） | 100系（1985年 - 2003年） | 100系（1985年 - 2003年） | 100系（1985年 - 2003年） | 100系（1985年 - 2003年） |                          |                          |                          |                          |                     | *一部編成は230km/h |
| 300系  | 270 km/h     | 270 km/h     |                        |                        |                          |                          |                          | 300系（1992年 - 2012年） | 300系（1992年 - 2012年） | 300系（1992年 - 2012年） | 300系（1992年 - 2012年） | 300系（1992年 - 2012年） | 300系（1992年 - 2012年） |                          |                     |                    |
| 700系  | 270 km/h     | 285 km/h     |                        |                        |                          |                          |                          |                          | 700系（1999年 - 2020年） | 700系（1999年 - 2020年） | 700系（1999年 - 2020年） | 700系（1999年 - 2020年） | 700系（1999年 - 2020年） | 700系（1999年 - 2020年） |                     |                    |
| N700系 | 270 km/h     | 300 km/h     |                        |                        |                          |                          |                          |                          |                          |                          |                          | N700系                   | N700系                   | N700系                   | N700系              | 2007年より運行     |
| N700A  | 285 km/h     | 300 km/h     |                        |                        |                          |                          |                          |                          |                          |                          |                          |                          | N700A                    | N700A                    | N700A               | 2013年より運行     |
| N700S  | 285 km/h     | 300 km/h     |                        |                        |                          |                          |                          |                          |                          |                          |                          |                          |                          |                          | N700S               | 2020年より運行     |
| 事業者 | 事業者       | 事業者       | 国鉄（1987年まで）     | 国鉄（1987年まで）     | 国鉄（1987年まで）       | JR東海（1987年移管)      | JR東海（1987年移管)      | JR東海（1987年移管)      | JR東海（1987年移管)      | JR東海（1987年移管)      | JR東海（1987年移管)      | JR東海（1987年移管)      | JR東海（1987年移管)      | JR東海（1987年移管)      | JR東海（1987年移管) |                    |

東海道新幹線の管轄事業者であることから、同線で使用されたことのある車種のうちJR西日本が単独で発注した500系を除くすべての形式を保有したことがある。
詳細ならびにJR東海が所有しない形式（番台）については各車両記事を参照のこと。

### 現有車両
全て電車。
N700系
700系を基本に『最速・快適・環境への適合』をキーワードとして、さらなる性能向上を目指した東海道新幹線の第5世代車両。JR西日本との共同開発により2007年7月1日に営業運転を開始した。
東海道新幹線での最高速度は従来と同じ270km/hに留まるものの、エアロダブルウィングと称する先頭形状の改善、加速性能の向上、新幹線初となる車体傾斜装置や空気抵抗を低減する連結部の全周ほろの導入などにより、所要時間の短縮を達成している。車内は全席禁煙とされ、喫煙者向けに喫煙ルームが設けられた。
2005年に試作車（9000番台）1本が落成し、2007年から2012年にかけて量産車（0番台）Z編成80本（1,280両）が製造された。700系に代わり「のぞみ」への投入が進められ、2012年3月のダイヤ改正で「のぞみ」定期列車をN700系に統一。
N700A
2013年から導入されたN700系のマイナーチェンジ車で、N700系の一員。ブレーキや走行装置に改良を加え、東海道新幹線でも最高速度285km/hに対応する。2020年までにG編成51本（816両）が製造されたほか、従来型のN700系も2015年8月までに全車にN700Aと同等仕様（2000番台）に改造され、編成記号もZからXに変更された。
N700S（N700S系）
2020年7月1日に営業運転を開始した、フルモデルチェンジ車。東海道新幹線の第6世代車両。
2018年に試作車（9000番台）1本が落成し、2020年に量産車の導入を開始。2023年度までにJ編成40本が投入された。

### 廃形式

#### 電車
0系
1964年10月1日の開業以来使用されてきた車両。JR東海には1,339両（「ひかり」用16両編成53本、「こだま」用12両編成38本、保留車35両）が継承された。民営化時点での最高速度は220 km/h。
主に「こだま」に用いられ、指定席座席の2+2列化や16両編成化などの改良が実施されたが、後継車両登場もあり1999年9月18日に東海道新幹線での営業運転を終了した。
100系
国鉄末期の1985年に登場した東海道新幹線の第二世代車両。国鉄からの承継車両である食堂車付きのX編成7本112両と、JR東海自社発注分であるカフェテリア付きのG編成50本800両の912両が最大で存在した。X編成・G編成とも2階建車両を2両組み込んでいたのが特徴で、個室も設けられた。
「のぞみ」の大増発に伴って、東海道新幹線全列車の最高速度を270km/hに引き上げたため、2003年9月16日に東海道新幹線での営業運転を終了した。
300系
東海道新幹線の高速化を図るため、JR東海が初めて自社開発した東海道新幹線の第三世代車両。アルミニウム合金車体をはじめとした徹底した軽量化と、インバータ制御を用いた交流モーターの採用による小型化・高出力化により営業最高速度270km/hを実現。一方で、食堂車や2階建車両は組み込まず、普通車・グリーン車のみによる16両編成とし、試作車あわせてJ編成61本976両を保有した。編成定員1,323名はこの形式において確立され、2021年3月に落成したN700S系のJ12編成までが1,323名で増備された。
1992年に登場し、この車両とともに「のぞみ」の列車名が登場した。700系およびN700系への置き換えにより、2012年3月16日に引退した。
700系
東海道新幹線の第四世代車両。JR西日本との共同開発により1999年3月13日に営業運転を開始。本形式の投入により0系と100系を完全に置き換えた。
最高速度は285km/h（東海道新幹線内は270km/h）に設定された。JR東海では「のぞみ」用16両編成としてC編成60本960両を保有したが、2012年以降は300系置き換えのためのJR西日本への譲渡ならびに後継となるN700Aの投入に伴い廃車が進行し、2020年3月1日運転の団体臨時列車をもって東海道新幹線での営業運転を終了した。
921形
軌道検測車で、国鉄から承継したもの。中間車1両のみであり、下記922形T2編成1本に組み込まれて使用されたが、922形とともに2001年に運用終了し廃車となった。
922形
電気検測車で、国鉄から承継したもの。T2編成1本が存在したが2001年に運用終了、廃車となった。
923形
「ドクターイエロー」と呼ばれる総合検測車両で、T4編成1本（7両）を有していたが2025年に運用終了、廃車された。
955形
「300X」の愛称を持つ高速試験車で、1995年に製造され2002年まで運用された。JR東海では唯一、独自の形式を持つ技術試験車であった。

#### その他
911形
工事列車用として継承されたディーゼル機関車。2号機1両のみ在籍したが1995年に廃車となった。
912形
工事列車用として継承されたディーゼル機関車。すでに現存しない。
923形
レール探傷用として継承された非自走式の車両で、先述した電車とは無関係。1989年に廃車となった。
931形
バラスト運搬・散布用として継承されたホッパ車。1996年に廃車となった。
935形
救援用として継承された有蓋車。1994年までに廃車となった。

## 在来線現有車両

### 電車
- 特急形
  - 285系
  - 373系
  - 383系
- 近郊形
  - 213系
  - 311系
  - 313系
- 通勤形
  - 315系

### 気動車
民営化後の新形式については、国鉄時代とは異なる独自の2桁の形式数字をとる。
- 特急形
  - HC85系
- 一般形
  - キハ11形
  - キハ25形
  - キハ75形
- 事業用
  - キヤ95系（電気・軌道総合検測車）
  - キヤ97系（レール輸送用）

## 導入予定車両
- L0系
2034年以降に開業予定のリニア中央新幹線専用車両。2013年に最初の試験車が使用開始されて以降、継続して試運転が行われている。
- 385系
383系の置き換え用として2029年度以降の導入を目指す特急形電車。車上のジャイロセンサで車両とカーブの位置関係を常時監視する「次世代振子制御技術」が導入され、2026年から量産先行車による試験が行われる予定[9]。
- 水素動力車両
非電化路線への投入が検討されている。HC85系ベースのハイブリッドエンジンを使用し、軽油ではなく水素を燃料とすることで走行する仕組みとなる予定。2024年現在、エンジンの開発および試作機の製作を行っている[10]。

## 在来線廃止車両

### 電気機関車
- ED18形
- EF58形
- EF64形
- EF65形

### ディーゼル機関車
- DD51形
- DE10形
- DE15形

### 電車
- 旧形営業用
  - クモハ12形
- 旧形事業用
  - クモヤ90形（牽引車）
- 特急形
  - 371系
  - 381系
- 急行形
  - 165系
- 近郊形
  - 113系
  - 115系
  - 117系
  - 119系
  - 123系
  - 211系
- 通勤形
  - 103系
- 事業用
  - 145系（牽引車）
  - 193系（電気検測車）

### 気動車
- 特急形
  - キハ80系
  - キハ85系
- 急行形
  - キハ58系
  - キハ65形
- 一般形
  - キハ30形
  - キハ40系

### 客車
- 旧形営業用
  - オハフ46形
- 旧形事業用
  - オヤ31形（建築限界測定車）
- 特急形
  - 14系
- 急行形
  - 12系
- 一般形
  - 50系（救援車代用）
- その他営業用
  - オハフ17形
  - マニ44形
- 事業用
  - マヤ34形（高速軌道検測車）

### 貨車
- 有蓋車
  - ワム80000形（名古屋駅のゴミ輸送用）
- 無蓋車
  - トラ90000形（トロッコ列車用）
- 長物車
  - チキ5200形（レール輸送用）
  - チキ5500形（レール輸送用）
  - チキ6000形（レール輸送用）
- ホッパ車
  - ホキ800形（バラスト輸送用）
- 車掌車
  - ヨ8000形
- 検重車
  - ケ10形
- 操重車
  - ソ80形